# Dysodia vitrina
Dysodia vitrina is een vlinder uit de familie venstervlekjes (Thyrididae). De wetenschappelijke naam van deze soort is voor het eerst geldig gepubliceerd in 1829 door Boisduval.
De soort komt voor in tropisch Afrika.